# Груаз
Груа́з (фр. Groises) — коммуна во Франции, находится в регионе Центр. Департамент — Шер. Входит в состав кантона Сансерг. Округ коммуны — Бурж.
Код INSEE коммуны — 18104.

## География

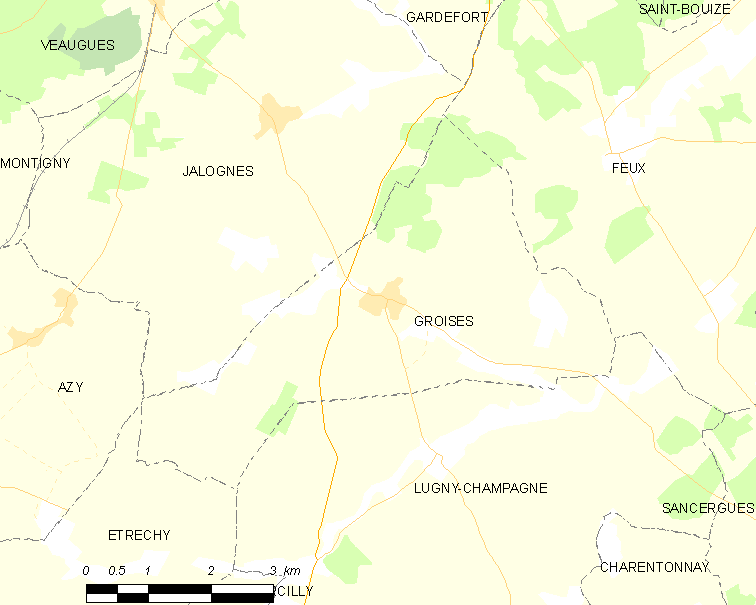
Карта коммуны

Коммуна расположена приблизительно в 190 км к югу от Парижа, в 105 км юго-восточнее Орлеана, в 35 км к северо-востоку от Буржа.
По территории коммуны протекает небольшая река Шантрен (фр. Chantraine).

## Население
Население коммуны на 2008 год составляло 141 человек.
| 1962 | 1968 | 1975 | 1982 | 1990 | 1999 | 2008 |
| ---- | ---- | ---- | ---- | ---- | ---- | ---- |
| 204  | 237  | 225  | 197  | 155  | 138  | 141  |

## Экономика
В 2007 году среди 84 человек в трудоспособном возрасте (15-64 лет) 61 были экономически активными, 23 — неактивными (показатель активности — 72,6 %, в 1999 году было 59,8 %). Из 61 активных работали 51 человек (25 мужчин и 26 женщин), безработных было 10 (6 мужчин и 4 женщины). Среди 23 неактивных 4 человека были учениками или студентами, 13 — пенсионерами, 6 были неактивными по другим причинам.

## Достопримечательности
- Церковь Сен-Мартен (XII век)